# Jem (série de TV)
Jem, também conhecido como Jem e as Hologramas, é uma série animada de televisão que foi exibida de 1985 a 1988 nos Estados Unidos, criada pela Hasbro.
O show apresenta a empresaria de música, Jerrica Benton, que certo dia recebe 1 par de brincos; capazes de fazer hologramas altamente realísticos, junto de suas irmãs Kimber, Aja e Shana elas decidem montar uma banda para deter Eric Raymond, um empresário de música que pretende tomar posse da Starlight Music.
A série foi feita pela Hasbro, Marvel Productions e Sunbow Productions, a mesma equipe responsável por GI Joe e Transformers. A criadora da série, Christy Marx, também tinha trabalhado como escritora para os programas acima mencionados. A animação foi produzida pelo estúdio japonês "Toei Doga" (agora Toei Animation).

## Produção
Hasbro contratou a agência de publicidade Griffin-Bacal Advertising, os fundadores da Sunbow Productions, para criar a série de animação de 65 episódios. Eles, assim como a Marvel Productions, previamente criou a série G.I. Joe para a Hasbro. A escritora de G.I. Joe, Christy Marx, foi contratada para criar a série baseada na linha de bonecas e no conceito original, que consistia de duas girl bands, As Hologramas e As Desajustadas. Marx criou as biografias das personagens, assim como desenvolveu os relacionamentos dos personagens, incluindo o "triângulo amoroso" entre Rio e Jerrica Benton / Jem, a Starlight Music, a Casa Starlight, as meninas Starlight, o vilão Eric Raymond e vários personagens secundários. Mais tarde, Marx foi convidado a desenvolver novos personagens que seriam introduzidos.
Marx escreveu 23 dos 65 episódios. Outros escritores para a série incluem Cary Bates, Greg Weisman, Paul Dini, Buzz Dixon, Ellen Guon, Steve Mitchell, Michael Reaves, David Wise, Marv Wolfman, Mary Skrenes, Beth Bornstein, Roger Slifer, Richard Merwin, Sandy Fries, Cheri Wilkerson, Misty Stewart-Taggart, George Arthur Bloom, Jina Bacarr, Barbara Petty, Chris Pelzer, Michael Charles Hill, Eric Early, Clare Noto, Carla Conway, e Evelyn A. R. Gabai.
Os produtores executivos foram Joe Bacal, Jay Bacal, Tom Griffin, e Margareth Loesch. Os editores da história foram Roger Slifer e Christy Marx, e o diretor de voz era o veterano da indústria,Wally Burr. Diretores do show e os supervisores de animação incluíam muitos veteranos do estúdio DePatie-Freleng incluindo Gerry Chiniquy, John Gibbs, Norm McCabe, Warren Batchelder e Tom Ray.

## Elenco
Samantha Newark foi escolhida para fornecer as vozes tanto de Jem quanto de Jerrica. Apesar de ter sido cantora infantil na África ela acabou não fazendo a voz de Jem. O elenco de voz nunca fez teste para o lado da musical do show e vice-versa. As músicas para Jem eram gravadas em Nova York e Atlanta e os dialógos eram feitos em Burbank, Califórnia. Eles no final combinavam os diálogos e as músicas no processo final. Britta Phillips, que nunca tinha trabalhado profissionalmente como cantora, foi escolhida como a voz de Jem após uma audição em que ela foi levada por seu pai, que trabalhou com jingles em Nova York. A tomada inicial dos testes foi usada como a primeira música tema de abertura, "Truly Outrageous". As hologramas restantes foram dubladas por Cathianne Blore (Kimber Benton / Aja Leith), McGee Cindy (Shana Elmsford) e Linda Dangcil ('Raya' Carmen Alonso).
Aa vozes das Desajustadas nos diálogos foram fornecidas por Patricia Alice Albrecht (Phyllis "Urânia" Gabor), Samantha Paris (Roxanne "Roxy" Pellegrini), Susan Blu (Mary "Eléctra" Phillips), e Louise Dorsey (Sheila "Jetta" Burns), a filha de Engelbert Humperdinck. Ellen Bernfield foi a voz cantando de Urânia.
Os Stingers foram dublados por Townsend Coleman (Rory "Riot" Llewelyn), Ellen Gerstell (Phoebe "Rapture" Ashe), e Kath Soucie (Ingrid "Minx" Kurger). Gordon Grody, um treinador vocal que mais tarde trabalhou com Lady Gaga, fez a voz de Riot cantando.
Outros membros notáveis do elenco notáveis incluem Charlie Adler, que já tinha tido uma longa carreira como cantor, fez o vilão Eric Raymond, Vicki Sue Robinson, famosa pelo hit de 1970 da discoteca "Turn the Beat Around", que forneceu as vozes cantando de Rapture e Minx, e Ari Gold, a cantora e compositora pop, que forneceu a voz para Ba Nee.

## Dublagem
| Elenco                                         | Elenco                                                                                             | Elenco                                                                      | Elenco |
| Personagem                                     | Dublagem EUA                                                                                       | Dublagem BRA                                                                |        |
| ---------------------------------------------- | -------------------------------------------------------------------------------------------------- | --------------------------------------------------------------------------- | ------ |
| Jérica Benton/Jem                              | Samantha Newark/Britta Phillips                                                                    | Denise Simonetto/Sarah Regina                                               |        |
| Kimber Benton                                  | Cathianne Blore                                                                                    | Martha Volpiani                                                             |        |
| Aja Leith                                      | Cathianne Blore                                                                                    | Cecília Lemes                                                               |        |
| Shana Elmsford                                 | Cindy McGee                                                                                        | Deisy Celeste                                                               |        |
| Energia                                        | Marlene Aragon                                                                                     | Telma Lúcia                                                                 |        |
| As Desajustadas: Urânia, Roxy, Eléctra e Jetta | Patricia Alice Albrecht/Ellen Bernfield, Samantha Paris, Susan Blu/Florence Warner e Louise Dorsey | Arlete Montenegro/Lady Zu, Márcia Gomes, Maximira Figueredo e Carmen Sheila |        |
| Eric Raymond                                   | Charlie Adler                                                                                      | Eudes Carvalho                                                              |        |
| Réo Pacheco                                    | Michael Sheehan                                                                                    | Armando Tiraboschi                                                          |        |
|                                                | | Direção de Dublagem e adaptações das letras: Mário Lúcio de Freitas.        |        |

 Créditos da dublagem brasileira: 
 Estúdio de dublagem: Estúdios de Dublagens do SBT - SP.  

## Episódios
As três temporadas foram exibidas no SBT de 8 de março de 1988 até 1993, os episódios foram dublados junto com todas as músicas adaptadas para português brasileiro, alguns episódios foram disponibilizados em VHS em Portugal pela Ecofilmes.
| 1ª Temporada | 1ª Temporada | 1ª Temporada                                    | 1ª Temporada                             | 1ª Temporada                   | 1ª Temporada       |
|              | Nº.          | Título Inglês                                   | Título Brasileiro                        | Escrito por                    | Código de produção |
| ------------ | ------------ | ----------------------------------------------- | ---------------------------------------- | ------------------------------ | ------------------ |
| 1            | 1            | "The Beginning"                                 | "O Início"                               | Christy Marx                   | 5205-08            |
| 2            | 2            | "Disaster"                                      |                                          | Christy Marx                   | 5205-09            |
| 3            | 3            | "Kimber's Rebellion"                            |                                          | Christy Marx                   | 5205-10            |
| 4            | 4            | "Frame Up"                                      |                                          | Christy Marx                   | 5205-11            |
| 5            | 5            | "The Battle of the Bands"                       |                                          | Christy Marx                   | 5205-12            |
| 6            | 6            | "Starbright: Part 1: Falling Star"              | "A Estrela Decadente"                    | Christy Marx                   | 5205-01            |
| 7            | 7            | "Starbright: Part 2: Colliding Stars"           |                                          | Christy Marx                   | 5205-02            |
| 8            | 8            | "Starbright: Part 3: Rising Star"               | "Estrela Ascendente"                     | Christy Marx                   | 5205-03            |
| 9            | 9            | "The World Hunger Shindig"                      | "A Campanha Mundial Contra a Fome"       | Mary Skrenes                   | 5205-04            |
| 10           | 10           | "Adventure in China"                            | "Aventura na China"                      | Beth Bornstein                 | 5205-05            |
| 11           | 11           | "Last Resorts"                                  | "A Estância de Férias"                   | Roger Slifer                   | 5205-06            |
| 12           | 12           | "In Stitches"                                   | "Agulha e Linha"                         | Mary Skrenes                   | 5205-07            |
| 13           | 13           | "The Music Awards: Part 1"                      |                                          | Christy Marx                   | 5205-13            |
| 14           | 14           | "The Music Awards: Part 2"                      | "Os Fugitivos"                           | Christy Marx                   | 5205-14            |
| 15           | 15           | "The Rock Fashion Book"                         | "O Livro de Moda"                        | Rick Merwin                    | 5205-15            |
| 16           | 16           | "Broadway Magic"                                | "A Magia da Broadway"                    | Marv Wolfman                   | 5205-16            |
| 17           | 17           | "In Search of the Stolen Album"                 |                                          | Rick Merwin                    | 5205-17            |
| 18           | 18           | "Hot Time in Hawaii"                            | "Aventura no Havaí"                      | Beth Bornstein                 | 5205-18            |
| 19           | 19           | "The Princess and the Singer"                   |                                          | Christy Marx & Ellen Guon      | 5205-19            |
| 20           | 20           | "Island of Deception"                           | "A Ilha da Decepção"                     | Mary Skrenes                   | 5205-20            |
| 21           | 21           | "Old Meets New"                                 | "Novo Contra Antigo"                     | Sandy Fries                    | 5205-21            |
| 22           | 22           | "Intrigue at the Indy 500"                      |                                          | Roger Slifer                   | 5205-22            |
| 23           | 23           | "The Jem Jam: Part 1"                           | "O Encontro de Jem - 1ª Parte"           | Christy Marx                   | 5205-23            |
| 24           | 24           | "The Jem Jam: Part 2"                           |                                          | Christy Marx                   | 5205-24            |
| 25           | 25           | "Culture Clash"                                 |                                          | David Wise                     | 5205-25            |
| 26           | 26           | "Glitter and Gold                               |                                          | Christy Marx                   | 5205-26            |
| 2ª Temporada |              |                                                 |                                          |                                |                    |
| 27           | 1            | "The Talent Search: Part 1"                     |                                          | Christy Marx                   | 5205-30            |
| 28           | 2            | "The Talent Search: Part 2"                     | "Procura-se um Talento - Parte 2"        | Christy Marx                   | 5205-31            |
| 29           | 3            | "Scandal"                                       |                                          | Mary Skrenes                   | 5205-28            |
| 30           | 4            | "One Jem Too Many"                              |                                          | Buzz Dixon                     | 5205-38            |
| 31           | 5            | "The Bands Break Up"                            |                                          | Marv Wolfman & Cheri Wilkerson | 5205-34            |
| 32           | 6            | "The Fan"                                       | "O Fã"                                   | Beth Bornstein                 | 5205-36            |
| 33           | 7            | "Fathers' Day"                                  |                                          | Roger Slifer                   | 5205-40            |
| 34           | 8            | "Treasure Hunt"                                 |                                          | Ellen Guon & Christy Marx      | 5205-32            |
| 35           | 9            | "Aztec Enchantment"                             | "Encanto Asteca"                         | Misty Stewart-Taggart          | 5205-45            |
| 36           | 10           | "Music Is Magic"                                |                                          | Paul Dini                      | 5205-39            |
| 37           | 11           | "The Jazz Player"                               | "A Banda de Jazz"                        | Michael Reaves                 | 5205-41            |
| 38           | 12           | "Danse Time"                                    |                                          | George Arthur Bloom            | 5205-35            |
| 39           | 13           | "Roxy Rumbles"                                  |                                          | Jina Becarr                    | 5205-44            |
| 40           | 14           | "Alone Again"                                   |                                          | Sandy Fries                    | 5205-49            |
| 41           | 15           | "KJEM"                                          |                                          | Christy Marx                   | 5205-46            |
| 42           | 16           | "Trick or Techrat"                              |                                          | Misty Stewart-Taggart          | 5205-33            |
| 43           | 17           | "The Presidential Dilemma"                      |                                          | Beth Bornstein                 | 5205-29            |
| 44           | 18           | "Rock 'n' Roll Express"                         |                                          | Steve Mitchell & Barbara Petty | 5205-42            |
| 45           | 19           | "Mardi Gras"                                    |                                          | Mary Skrenes                   | 5205-50            |
| 46           | 20           | "The Middle of Nowhere"                         |                                          | Chris Pelzer                   | 5205-43            |
| 47           | 21           | "Renaissance Woman"                             | "Mulher da Renascença"                   | David Wise                     | 5205-48            |
| 48           | 22           | "Journey to Shangri-La"                         |                                          | Richard Merwin                 | 5205-37            |
| 49           | 23           | "Journey Through Time"                          | "Viagem Pelo Tempo"                      | Eric Early                     | 5205-52            |
| 50           | 24           | "Britrock"                                      |                                          | Christy Marx                   | 5205-54            |
| 51           | 25           | "Out of the Past"                               | "Relembrando o Passado"                  | Michael Charles Hill           | 5205-55            |
| 52           | 26           | "Hollywood Jem: Part 1: For Your Consideration" |                                          | Roger Slifer                   | 5205-56            |
| 53           | 27           | "Hollywood Jem: Part 2: And the Winner Is..."   |                                          | Roger Slifer                   | 5205-57            |
| 3ª Temporada |              |                                                 |                                          |                                |                    |
| 54           | 1            | "The Stingers Hit Town: Part 1"                 | "Os Stingers Estão Na Cidade - 1ª Parte" | Christy Marx                   | 5205-58            |
| 55           | 2            | "The Stingers Hit Town: Part 2"                 |                                          | Christy Marx                   | 5205-59            |
| 56           | 3            | "Video Wars"                                    | "Guerra dos Vídeos"                      | Cary Bates & Greg Weisman      | 5205-47            |
| 57           | 4            | "Beauty and the Rock Promoter"                  |                                          | Clare Noto                     | 5205-53            |
| 58           | 5            | "Homeland, Heartland"                           | "Terra Natal"                            | Carla Conway                   | 5205-51            |
| 59           | 6            | "Midsummer Night's Madness"                     | "Loucuras de Verão"                      | Evelyn A.R. Gabai              | 5205-60            |
| 60           | 7            | "The Day the Music Died"                        | "O Dia em Que a Música Morreu"           | Roger Slifer                   | 5205-61            |
| 61           | 8            | "That Old Houdini Magic"                        |                                          | Jina Bacarr                    | 5205-62            |
| 62           | 9            | "Straight from the Heart"                       |                                          | Buzz Dixon                     | 5205-63            |
| 63           | 10           | "A Change of Heart"                             |                                          | Christy Marx                   | 5205-64            |
| 64           | 11           | "Riot's Hope"                                   |                                          | Roger Slifer                   | 5205-65            |
| 65           | 12           | "A Father Should Be..."                         |                                          | Christy Marx                   | 5205-66            |

## Piloto
A série gira em torno de Jem, a vocalista misteriosa do grupo de rock "Jem e as Hologramas". Ela também é Jerrica Benton, proprietária e gerente da Starlight Music. Jerrica adota essa "personagem" com a ajuda de um computador holográfico, conhecido como Energia, que foi construído pelo pai de Jerrica para ser "o sintetizador de entretenimento áudio-visual", deixado para ela, depois que ele morreu. Jerrica é capaz de comandar Energia para projetar "a holograma Jem" sobre si mesma por meio do controle remoto micro-projetado em seus brincos, camuflando suas características e roupas permitindo-lhe assumir Jem, sem ser reconhecida. Enquanto disfarçada como Jem, Jerrica é capaz de mover-se livremente sem restrições e em várias ocasiões, outras pessoas podem entrar em contato físico direto com ela sem interromper a projeção holográfica. Jem, através da utilização dos brincos, é também capaz de projetar hologramas em torno dela e usa esta capacidade ao longo da série para evitar o perigo e proporcionam efeitos especiais para o desempenho do seu grupo.
O grupo de Jem consiste em Kimber Benton, a irmã mais jovem de Jerrica, tecladista e principal compositora da banda, Aja Leith, guitarrista, e Shana Elmsford, que toca bateria. Aja e Shana também são amigas de infância e irmãs adotadas de Jerrica e Kimber, tendo vivido com a família Benton desde que eram jovens. Shana brevemente deixa o grupo para seguir uma carreira na moda, surgindo uma nova personagem, Carmen "Raya" Alonso, sendo apresentada como sua substituta. As Hologramas são conscientes de identidade secreta de Jem e da existência de Energia. A segunda temporada da série começa quando Raya está ciente involuntariamente dess segredo antes de entrar para o grupo.
As Hologramas têm duas bandas rivais, "As Desajustadas" e "Os Stingers". As Desajustadas são compostas de Pizzazz - Urânia, uma menina petulante rica (nome real Phyllis Gabor) e suas companheiras: Roxy (Roxanne Pelligrini) e a bondosa e sensível Stormer - Electra (Mary Phillips). Elas são unidas depois pela saxofonista Jetta (Sheila Burns). Os Stingers aparecem no início da terceira temporada, quando chegaram na cidade e agitam as coisas para os dois grupos se tornarem co-proprietários da "Sound Stinger", com Eric Raymond. Os Stingers são compostos de Riot, o egoísta vocalista (Rory Llewelyn), o guitarrista / Rapture - Extasê (Phoebe Ashe), e o tecladista Minx (Ingrid Kruger).
Os episódios da série freqüentemente giram em torno dos esforços de Jerrica para manter suas duas identidades separadas, protegendo Energia daqueles que poderiam explorar a tecnologia holográfica, e poder apoiar as 12 filhas adotivas(futuramente haveria mais uma que só apareceria em um episódio) conhecidas como as "Meninas Starlight", que vivem com ela e as Hologramas. As Desajustas freqüentemente tentam afastar Jem e as Hologramas, muitas vezes quase resultando em danos físicos. Esta rivalidade é incentivada e manipulada por seu empresário e vilão central da série, Eric Raymond, o ex-proprietário da Starlight Music que agora é dono da Misfits Music (depois de Stinger Sound).
Durante a série, Eric Raymond constantemente tenta tornar-se proprietário da Starlight Music e tenta se vingar de Jem e as Hologramas pelo fato de ter perdido o controle da empresa com a ajuda de vários capangas, entre eles Zipper, que não hesita em sujar as mãos para fazer trabalhos sujos, e Techrat, um cientista louco que está sempre inventando novos aparetos e não gosta de ser tocado por ninguém, exceto por Minx. Jerrica também lida com um complexo triângulo amoroso e emocionalmente desgastante envolvendo sua identidade secreta, Jem, e Rio Pacheco, o namorado de longa data de Jerrica. Rio romanticamente persegue as mulheres não sabendo que elas são a mesma pessoa, embora aja rumores de que ele sabe desse segredo, mas imagina que as Hologramas não saibam. Mais tarde na série, Jem também está romanticamente apaixonada por Riot, o vocalista dos Stingers, que se apaixona por ela, acrescentando novas complicações para seus relacionamentos.
No episódio final da série, as Desajustadas e Jem declaram uma trégua quando Ba Nee, uma das meninas mais problemáticos adotivas da Casa Starlight, foi reivindicada por seu pai, que havia sumido há muito tempo, encontrado por Jem e as Hologramas com a ajuda do pai de Riot, que volta a falar com seu filho graças a ajuda de Jem.

## Música
A inclusão de vídeos de música em Jem era resultado do sucesso e popularidade da MTV na época, que começou a ser exibida quatro anos antes. A colocação das canções ao longo de cada episódio foi feita para complementar a história e o uso de vídeos de música no show foi considerado "radical" para a época. O show contém um total de 187 vídeos de música com 151 canções.
O formato do show pediu três canções totalmente produzidas para os vídeos de música existentes em cada episódio. Letras de músicas em destaque no show foram escritas por Barry Harman. A música tema de Jem - Truly, Truly, Truly Outrageous foi a abertura e tema de encerramento para o show até o final de 1987, quando o segundo tema de Bryant, JEM GIRLS se tornou tema de abertura do show para a maioria dos episódios e JEM – Truly, Truly, Truly Outrageous foi mantido como encerramento permanente. Os vídeos de música contaram com um estilo que foi dirigido para o espectador ou o estilo mais tradicional. Os vídeos de música eram feitos ao estilo de vídeos de rock encontrados na MTV na época com edição rápida, um ritmo rápido, e efeitos especiais
Ellen Bernfeld, atuando como Urânia, Britta Phillips, atuando como Jem, e Gordon Grody, atuando como Riot, o vocalista dos Stingers, juntamente com Diva Gray, Florence Warner e Capelli Angela eram as vozes do pop, funk, música eletrônica e punk, feitas pelo pai de Britta Phillips, o pianista Peter Phillips e pelo guitarrista Steve Bill, o baixista Tom Barney e o baterista Tom Oldakowski. Anne Bryant, que escolheu os cantores e músicos, criou um som puro pop jovem para Jem e as Hologramas apoiados por instrumentos acústicos. O som das Desajustadas foi trabalhado como estritamente eletrônico com a adição de guitarras e um solo de sax ocasional quando o personagem de Jetta foi introduzida as Desajustadas. Isto foi feito para criar um estilo de música eletrônica identificável punk em contraste com os seus grupos rivais. Na terceira temporada, Bryant introduziu um som mais lento, suave e sexy para o terceiro grupo que entrou no show, Os Stingers.
Nenhuma trilha-sonora para Jem foi lançada, no entanto, muitas das músicas da primeira temporada foram lançadas em fita cassete com bonecas ou play-sets.

## Recepção
Jem ficou na posição #1 do Nielsen, como melhor desenho animado em novembro de 1986 e em 1987 foi o terceiro programa infantil mais assistido com 2,5 milhões de espectadores por semana. Jem foi ao ar em vários países, incluindo Austrália, Canadá, Estados Unidos, Alemanha, Holanda, Itália e França. O show foi indicado para o Young Artist Award duas vezes, uma em 1986 nas categorias "Exceptional Young Actresses in Animation: Series, Specials, or Film Features" pelo desempenho Samantha Newark, em seguida, em 1988, para "Melhor Série de Animação".
A popularidade das bonecas Barbie, produzidas a uma longa data pela Mattel levou a uma competição entre a linha de brinquedos da Hasbro e a linha de brinquedos Barbie and the Rockers, uma linha similar a Jem feita pela Mattel, que resultou na redução das vendas de ambos os produtos. Hasbro descontinuou a linha de brinquedos Jem no final de 1987 depois que ele não conseguiu cumprir as expectativas de vendas, mas, apesar disso, o show continuou e foi ao ar até 1988. Jem foi liberada parcialmente em DVD em vários países, com um conjunto completo disponível, pela primeira vez em 2011. Em 2011 começou a ser exibida no canal The Hub nos Estados Unidos, causando um aumento significativo nos índices de audiência para o canal. Ele também foi ao ar no Teletoon Retro no Canadá.

## Exibição no Brasil
"Jem" teve sua estreia no Brasil em 1988 pelo SBT. Primeiramente o desenho era exibido em um programa noturno de desenhos chamado "Carrossel". Em 1990 "Jem" começou a passar de segunda à sexta-feira no programa da apresentadora Mariane e ficou no ar até 1991. Depois disso foi exibido em 1992 no programa Show Maravilha da apresentadora Mara Maravilha  e desde 1993 o SBT nunca mais exibiu nenhum episódio do desenho.
Há alguns anos atrás o extinto canal de TV por assinatura Fox Kids exibiu um compacto com os 5 primeiros episódios de "Jem". Por motivos desconhecidos o canal optou por redublar esses episódios (deixando as músicas na versão original em Inglês) ao invés de usar a dublagem feita pelo SBT. "Jem" também pôde ser vista no Brasil até o ano de 2001 através do canal mexicano de desenhos animados chamado ZAZ. Esse canal fazia parte da grade de programação da DirecTV. Todos os episódios exibidos estavam na versão dublada em espanhol. A última vez que "Jem" foi vista na televisão brasileira foi pelo próprio SBT no segundo semestre de 2003 através do programa "Falando Francamente" da jornalista Sônia Abrão. O programa exibiu, durante aproximadamente 5 minutos, várias cenas do desenho, incluindo sua abertura, em um quadro do programa chamado "SBT 21 Anos".

## Situação atual da franquia
Em 2004, Christy Marx manifestou a ideia de criar uma nova série, para poder renascer com a franquia, porém, muitos problemas de direitos sobre a série, o impediram de fazer isso. A Hasbro conseguiu readquirir os direitos de suas franquias, referentes a "Hasbro Classic", que inclui Jem. Depois do sucesso de GI Joe e Transformers nos cinemas, a Hasbro se mostrou interessada em fazer uma adaptação em live-action para a série ou uma nova animação.
Em 2011, a Shout! Factory anunciou que iria lançar a série em DVD. Depois de 20 anos, Jem voltou a ser exibida nos Estados Unidos, pelo canal The Hub. Em 25 de julho de 2011, o Teletoon Retro, um canal canadense dedicado a exibição de desenhos animados, anunciou que Jem faria parte de sua grade. Em 8 de setembro de 2011, a Hasbro mostrou durante o evento New York Comic Con, uma nova linha de brinquedos, que inclui Jem e as Hologramas.
Em 5 de abril de 2012, a Hasbro anunciou que Jem, juntamente com várias outras franquias da Hasbro, estará disponível no Netflix. Em 27 de junho de 2012, Integrity Toys, Inc., anunciou seus planos de lançar uma nova série de bonecos colecionáveis de moda baseados na série de TV. A edição especial Hollywood de Jem estarão disponíveis no estande da Loja de brinquedos Hasbro durante a Comic-Con International, em San Diego, a um preço de varejo aproximado de US $ 135. A boneca Jem vendida no segundo dia da Comic Con. Em 5 de outubro de 2012, os quatro próximos bonecos colecionáveis da edição limitada da linha Integrity Toys foram apresentados com fotos: Jem Classic, Jerrica Benton, Synergy e Rio Pacheco. O preço sugerido nos EUA é de $ 119,00 e a data estimada de envio é final de novembro de 2012. Pré-encomendas já são aceitos via rede de distribuidores Integrity Toys autorizados.